# Gabriele Ferretti
Gabriele Ferretti (31 de janeiro de 1795 — 13 de setembro de 1860) foi nobre e prelado italiano da Igreja Católica. Foi elevado ao cardinalato em 1838.

## Biografia
Ferretti nasceu em Ancona, filho de Flavia Manciforte Sperelli e do conde palatino Liverotto Ferretti. Por nascimento, ele era conde de Castelferreti, conde palatino, nobre de Rieti e de Fermo. Ele também era patrício de Ancona e de San Marino. Foi educado no Colégio de Parma e no Collegio Tolomei em Siena, entrando depois no Seminário de Ancona e no Colégio Romano, onde obteve um doutorado em teologia, em 6 de setembro de 1818. Foi ordenado presbítero em 1 de junho de 1817.
O Papa Leão XII o nomeou bispo de Rieti em 21 de maio de 1827. Recebeu a sagração episcopal das mãos do cardeal Carlo Odescalchi, assistido por Dom Lorenzo Girolamo Mattei, patriarca titular de Antioquia, secretário da Congregação da Vida Apostólica, e por Dom Antonio Baldini, arcebispo titular de Neocesareia de Ponto, em Roma.
Em 22 de julho de 1833, foi nomeado pelo Papa Gregório XVI núncio apostólico para a Sicília e, nove dias depois, preconizado arcebispo titular de Selêucia da Isáuria. Permaneceu nesta função até 19 de maio de 1837, quando foi nomeado para ocupar a sé vacante de Montefiascone e Corneto, mantendo o título pessoal de arcebispo. Em outubro do mesmo ano, foi novamente transferido para a Arquidiocese de Fermo.
O Papa o promoveu a cardeal in pectore no consistório de 30 de novembro de 1838. Sua nomeação foi publicada no consistório de 8 de julho do ano seguinte. Três dias depois, ele recebeu o chapéu cardinalício e o título de Santos Ciríaco e Julita.
Ele abdicou do governo pastoral da Arquidiocese de Fermo em 12 de janeiro de 1842 e foi escolhido prefeito da Congregação de Indulgências e Relíquias Sagradas em 14 de março de 1843.
Participou do conclave de 1846 que elegeu o Papa Pio IX e, em dezembro do mesmo ano, foi nomeado legado papal para as províncias de Urbino e de Pésaro.
Em 17 de julho de 1847, foi nomeado titular da Secretaria de Estado da Santa Sé, o dicastério mais importante da Cúria Romana, encarregado da atividade política e diplomática da Santa Sé. Ferretti, porém, abdicou do cargo no fim daquele ano. Em 18 de março de 1852, foi nomeado Penitenciário-Mor da Penitenciária Apostólica, permanecendo nesta função até sua morte.
Ferretti optou pela ordem dos cardeais-bispos e assumiu a sé suburbicária vacante de Sabina em 12 de setembro de 1853. Ocupou também os seguintes cargos:
- Camerlengo do Colégio dos Cardeais (7 de abril de 1854 a 23 de março de 1855);
- Grão-Prior da Ordem Equestre de São João de Jerusalém (a partir de 11 de janeiro de 1858);
- Abade comendatário da Abadia das Três Fontes.

Ele faleceu em 13 de setembro de 1860 e seu corpo foi exposto na Igreja de Santo André dos Frades, com a participação do Papa Pio IX. De acordo com seu testamento, seus restos foram sepultados na capela do Redentor na Igreja de Santa Maria da Conceição dos Capuchinhos.